# Forbes

Biểu trưng của Forbes

Forbes (/fɔːrbz/) là công ty xuất bản và truyền thông của Mỹ. Sản phẩm xuất bản nổi tiếng nhất của nó, tạp chí "Forbes", xuất bản hai số mỗi tuần. Forbes và Bloomberg là 2 tạp chí có bảng xếp hạng tỷ phú uy tín nhất thế giới hiện nay.

## Lịch sử công ty
Forbes được thành lập năm 1917 bởi B.C. Forbes, dân nhập cư người Scotland, khi đó là nhà bình luận kinh doanh hàng đầu của tờ báo Hearst. Sau khi ông mất năm 1954 con trai ông Bruce trở thành chủ tịch. Bruce chết vào năm 1964 và em trai ông ta Malcolm Stevenson Forbes (1917–1990) trở thành Tổng biên tập và Chủ tờ báo.
Sau khi Malcolm chết, con trai cả của ông Malcolm Stevenson "Steve" Forbes Jr. (1947–) trở thành Chủ tịch và Giám đốc điều hành của Forbes kiêm Tổng biên tập của tạp chí Forbes. Những giám đốc khác của Forbes gồm có em trai của Steve Timothy C. Forbes, Giám đốc Hoạt động, Robert L. Forbes Phó chủ tịch kiêm Chủ tịch của ForbesLife và Christopher Forbes Phó chủ tịch. Năm 2006, họ đã bán 40% công ty cho Elevation Partners, một công ty chứng khoán tư nhân, và thành lập một công ty mới, Forbes Media LLC, để xuất bản tạp chí Forbes, Forbes.com và những tài sản truyền thông khác..

### Ngày nay
Forbes có trụ sở ở Đại lộ số 5, thành phố New York. Chủ bút hiện nay là William Baldwin; chủ bút quản lý hiện này là Dennis Kneale; nhà xuất bản là Rich Karlgaard.
Ngày 24/6/2013, tạp chí Forbes ra mắt phiên bản tiếng Việt đầu tiên.
- Những ấn phẩm khác

Ngoài Forbes và phụ trương về phong cách sống, ForbesLife, những đầu báo khác được phát hành bao gồm Forbes Asia và tám phiên bản ngôn ngữ khác. Công ty cũng cho phát hành tạp chí American Heritage, American Heritage of Invention & Technology và American Legacy. Steve Forbes và những người viết bài cho tạp chí của ông đưa ra những lời khuyên đầu tư hàng tuần trong chương trình TV Forbes on Fox của Fox và Forbes On Radio. Những nhóm khác của công ty bao gồm Nhóm Hội nghị Forbes, Nhóm Cố vấn Đầu tư Forbes và Truyền thông Tùy chọn Forbes.

#### Tại Việt Nam
Tại Việt Nam, Forbes Việt Nam là một chuyên trang điện tử của Báo Văn Hóa online, Giấy phép Báo điện tử số 422/GP-BTTTT do Bộ Thông tin & Truyền thông cấp ngày 19/8/2016. Phó Tổng biên tập: Phan Thanh Nam. Quản lý bởi Công ty PHC Media .
Đã xảy ra các vụ bê bối liên quan đến một số nhân vật Forbes 30 under 30 do Forbes Việt Nam bình chọn . 

## Trang web
David Churbuck đã thành lập trang web của Forbes, Forbes.com, vào năm 1996. Địa chỉ đã thu hút sự chú ý của người đọc khi nó khám phá ra sự gian lận trong báo chí của Stephen Glass trong The New Republic vào năm 1998, một tin độc quyền tạo ra uy tín của báo chí Internet.
Forbes.com tự nhận là "Trang chủ cho những lãnh đạo kinh doanh trên thế giới" và là trang web kinh doanh được thăm nhiều nhất. Nó đề cập sâu đến nhiều lĩnh vực từ sự kiện kinh doanh đến tài chính hiện nay và phong cách sống cao cấp. Chủ tịch kiêm Tổng biên tập hiện nay là James J. Spanfeller; chủ bút là Paul Maidment; quản lý biên tập Daniel Bigman. Forbes.com cũng phát hành những thư thông tin đầu tư theo thuê bao, một trang về xe hơi sang trọng, ForbesAutos Lưu trữ ngày 13 tháng 1 năm 2009 tại Wayback Machine, một trang về du lịch cao cấp, ForbesTraveler Lưu trữ ngày 29 tháng 4 năm 2009 tại Wayback Machine, quản lý bởi G. Barry Golson, cựu Tổng biên tập Playboy, TV Guide và Tổng biên tập của Yahoo! Internet Life, và một trang web hướng dẫn trực tuyến, Best Of The Web.

## Danh sách
Forbes tạo ra nhiều danh sách với những chủ đề khác nhau, danh sách biết đến nhiều nhất có lẽ là Danh sách tỷ phú.

### Doanh nghiệp
- 200 Doanh nghiệp nhỏ Tốt nhất
- 400 Doanh nghiệp lớn Tốt nhất
- Forbes 500
- Forbes Global 2000, danh sách những công ty lớn nhất trên thế giới tính theo vốn trên thị trường, lợi nhuận, thu nhập và vốn điều lệ (cái này khác với Fortune Global 500 chỉ dựa trên lợi nhuận).
- Những Doanh nghiệp Tư nhân Tốt nhất Lưu trữ ngày 18 tháng 10 năm 2017 tại Archive-It

### Nhân vật
Từ "Forbes" có lẽ được biết đến nhiều nhất với danh sách định kỳ về tài sản. Vì nó thường sử dụng những điều tra đáng tin cậy để xác định tài sản thực tế của cá nhân nên những con số của Forbes được trích dẫn rộng rãi như những con số gần chính xác.
- Executive Pay
- Forbes 400, danh sách những người giàu nhất ở Mỹ
- Forbes Midas
- World's Richest People, danh sách những người giàu nhất thế giới
- Forbes 30 Under 30
- China Rich List, danh sách những người giàu nhất ở Trung hoa Lục địa
- India Rich List, danh sách những người giàu nhất Ấn Độ
- Forbes Fictional 15, những danh sách nhại lại những nhân vật liên quan đến văn học, TV, phim ảnh giàu nhất
- 100 Most Powerful Women in the World (external: ), danh sách những người phụ nữ quyền lực nhất thế giới
- The Celebrity 100, một danh sách hàng năm những người nổi tiếng và có ảnh hưởng tài chính (như diễn viên hài, nhạc sĩ, nhà sản xuất, đạo diễn, và vận động viên)
- The China Celebrity 100
- Top-Earning Dead Celebrities

### Địa điểm
- Thành phố Tốt nhất cho Người độc thân
- Thành phố Tốt nhất cho Thương gia
- Những Mã Zip (thành phố) đắt đỏ nhất
- Thị trường Thuê mướn Đắt nhất Hoa Kỳ Lưu trữ ngày 14 tháng 6 năm 2006 tại Wayback Machine